# Madhjamaka
A madhjamaka (vagy mádhjamaka, szanszkrit: मध्यमक, madhyamaka, más néven súnjaváda; kínai: 中观派, pinjin: zhong guan pai, magyaros átírás: csong-kuan paj) elsősorban a mahájána buddhizmus egyik filozófiai iskolájára vonatkozik, amelyet Nágárdzsuna alapított. Az irányzatot és az alá tartozó iskolákat egyaránt "madhjamakának" nevezik. A vallásfilozófiai rendszer követőit "madhjamikáknak" nevezik. Ebben a gondolatrendszerben minden jelenség alapvető természete az üresség, mert mástól független, önmagában való létezésük nincsen, csak más jelenségek függvényében lépnek fel (függő keletkezés), és amint ezek a függvények nem állnak fent a jelenségek sem léteznek tovább önerőből. A madhjamaka rendszerben tartózkodnak mindenfajta nézet képviselésétől, mivel fogalmi gondolkodással csak koncepciókat lehet létrehozni, amelyek hamisak.
|  | „Minden viszonylagosságának ismeretében, A végső igazság mindig látszik. A kezdet, közép és vég eszméjének eldobásával Az áramlást Ürességként látod..” |
|  | – Nágárdzsuna, Mahájánavimszaka (Húsz mahájána vers) magyar fordítás: Hadházi Zsolt                                                                     |

## Eredete és kialakulása

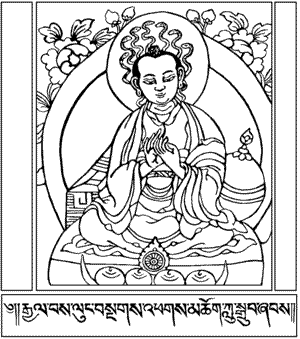
Nágárdzsuna

A madhjamaka iskolát általában úgy tekintik, hogy Nágárdzsuna alapította, pedig lehetséges, hogy már előtte is létezett. Az iskola neve feltehetőleg köthető Nágárdzsuna fő művéhez a Múlamadhjamaka-kárikához. A madhjamaka kifejezés a madhja szóból ered, melynek jelentése középső.

### Abhidharma
A madhjamaka iskolát – talán némileg leegyszerűsítve – az Abhidharma kialakulása elleni reakciónak tekintették, főleg a szarvásztiváda iskola verziójával szemben. Az Abhidharmában a dharmákat a meghatározó karakterük (laksana) vagy saját létezésük (szvaháva) alapján jellemzik, amelyek ontológiai státusza nem függ koncepcióktól. Nem az a gond az Abhidharmával, hogy a dolgok 'egymástól függetlenül léteznek' (ezt a nézetet a legtöbb Abhidharma iskola nem fogadja el), hanem az, hogy (madhjamaka szemszögből nézve) függetlenek a fogalmaktól is. A madhjamakában a dharmák fogalmilag függenek, továbbá a fogalmi függésükből következik létezési függésük is és ezáltal nincs legvégső, valódi létezésük.
A madhjamaka és az Abhidharma kapcsolata összetett. A legtöbb madhjamaka értekezésben jól értelmezhetőek az abhidharmikus elemzések. Csandrakírti kiemeli, hogy az abhidharmikus kategóriák működőképesek a konvencionális igazság rendszerén belül, hiszen a közönséges kategóriáknál finomabban vannak meghatározva és nem függnek sem az örök létben való hittől (eternalizmus), sem a karma megszakadásának szélsőséges hitétől, szemben a kor nem buddhista kategóriáival. Ezért fontos, hogy a madhjamaka az Abhidharma-féle elemzés folytatását jelenti, amelyben kibővül a függő keletkezés (pratítja-szamutpáda) értelmezése a fogalmi függőséggel.

### Pradzsnyápáramitá
A madhjamaka gondolkodás szorosan kapcsolódik egy sor mahájána forráshoz is. Hagyományosan a Pradzsnyápáramitá szútrákat tekintik a madhjamaka legfontosabb irodalmának. A hagyomány szerint Nágárdzsuna a hosszabb Pradzsnyápáramitá szútrák egy részét a Nága istenségektől szerezte (ez egyben magyarázatul is szolgálna a neve eredetét illetően).
A "pradzsnyá" avagy "magasabb szintű tudás" visszatérő fogalom a buddhista szövegekben, amely az abhidharma egyik szinonimája. Mahájána szövegkörnyezetben a pradzsnyá számít a legjelentősebb páramitának ("tökéletesség") a hat közül. Ahhoz, hogy egy bódhiszattva elérje a buddhaság szintjét, ezt a tökéletességet kell gyakorolnia. A madhjamaka konceptuális eszközt ajánl a létezés összes elemének elemzéséhez, amely által a gyakorló érvelés és elmélyedés által megértheti, amit a szútrák közölnek.
A hatalmas terjedelmű Pradzsnyápáramitá irodalom kihangsúlyozza a magasabb szintű értés kifejlesztését a bodhiszattva ösvényen keresztül.

### Nágárdzsuna
Nágárdzsuna (dévanágari::नागार्जुन, IAST: Nāgārjuna) 2–3. századi ind filozófus tagadta a létezést és a nemlétezést is. Szerinte nincs különbség a szamszára (létforgatag) és nirvána (végső kialvás, megszabadulás) között, a súnjatá (śūnyatā: üresség) minden létező alapvető tulajdonsága és egyben működési módja. Mivel maga az üresség is üres, a fogalom "pusztán" a létezők egymástól függésének (függő keletkezés) belátására szolgál. A lét és a nemlét tagadásával kapcsolatban a madhjamaka-filozófia egy köznapi (konvencionális, a mindennapi tapasztalatokon alapuló) és egy abszolút (bölcsességgel áthatott) igazságot tanít. Az abszolút igazság a köznapi igazságon keresztül ismerhető meg, a bölcs pedig a hétköznapi tapasztalataira is tud az abszolút igazság oldaláról tekinteni. Üresnek tudja látni mindazt, aminek korábban nagy jelentőséget tulajdonított, és így annak elveszítése vagy megszerzésének lehetetlensége többé nem okoz szenvedést számára.
Nágárdzsuna leghíresebb (szanszkrit nyelvű) műve a Múlamadhjamaka-káriká (Mūlamadhyamakakārikā), A középút alapversei.

### Árjadéva
Nágárdzsuna tanítványa, Árjadéva (3. század) a bodhiszattva-ideált üdvözítette. Szövegmagyarázatait Nágárdzsuna kiegészítéseinek tekintik Árjadéva szintén elutasított a nem buddhista indiai filozófiai iskolák nézeteit.

### Buddhapálita és Bhávavivéka
Buddhapálita (470–550) szövegmagyarázatait tekintik a prászangika irányzat alapjainak. Ezeket a szövegeket finoman kritizálta kortársa, Bhávavivéka (vagy más néven Bhávja – 500–578 körül), aki a mellett volt, hogy senki ne avatkozzon bele más tanításaiba. Bhávja mesterre nagy hatással volt a Jógácsára iskola.
A későbbi tibeti doxográfiában az ő kettejük ellentétes nézőpontjához vezették vissza a madhjamaka két iskoláját, a Prászangika és a Szvátantrika iskolákat.

### Csandrakírti
Csandrakírti (600–650 körül) írta a Praszannapadá (Tiszta szavak) című szövegmagyarázatot, amely a Múlamadhjamaka-kárikához készült. Ezt a szöveget a tibeti buddhizmusban központi fontosságúnak tartják a madhjamaka megértéséhez.

### Santidéva
Santidéva (7. század vége – 8. század eleje) legfontosabb műve a Bódhicsarjávatára, Útmutató a Bódhiszattva életmódhoz. A Santidévának tulajdonított másik fontos szöveg a Siksászamuccsaja (Gyakorlás Gyűjtemény).

## Iskolák
A madhjamaka gondolatrendszert különbözőképpen kategorizálták Indiában és Tibetben. Advajavadzsra Tattvaratnávalí című művében a madhjamaka a nondualitás (májopamádvajaváda) és az eszmenélküliség (szarvadharmápratisthánaváda) iskolája. Egy másik műben (Madhjamakasatka) egy egészen vadzsrajána típusú madhjamikát jellemez. A madhjamaka különféle osztályozásával tisztában voltak korábban is a tibeti tudósok, azonban a későbbi tibeti doxográfia
kiemeli a prászangika és a szvátantrika eltérő szaknyelvét is. Ezekhez jött hozzá később a jógácsára és a madhjamaka szintéziséből a jógácsára-szvátantrika-madhjamaka.

### Prászangika
A prászangika madhjamaka által üdvözített legfontosabb technika a praszanga, avagy a "négyrétű logika" (lásd még: reductio ad absurdum), amely révén érthető, hogy a jelenségeket illetően bármely pozitív állítás (úgy mint "aszti" vagy "nászti", "az van" vagy "az nincs") vagy nézőpont csupán konvencionálisnak tekinthető (saṃvṛti vagy lokavyavahāra), ezért a prászangikák kizárólag a cáfolás módszerét alkalmazzák.
A prászangika nézet szerint nem szükséges az érvelő és a beszédpartnere ugyanazzal az érvényes ismerettel rendelkezzen ahhoz, hogy megállapítsanak egy közös tárgyat. A beszédpartner nézőpontját tényleg meg lehet változtatni az reductio érvelés használatával.
Ennek a megközelítésnek a két legfőbb alakja Buddhapalita és Csandrakírti voltak. A 14. századi tibeti bölcs, Longcsen Rabdzsam feljegyzéseiből ismert, hogy Csandrakírti előszeretettel alkalmazta a praszanga módszert, főleg amikor a legvégső értelmezéseket elemezte. Legfőbb műve a Madhjamakavatára, amelyet a gyakorlás ösvényének és eredményeinek jellemzéseként strukturált.

### Szvátantrika
A Szvátantrika mádhjamaka (a "függetlenek") néhány dologban lényegesen különbözik a prászangikától. A hétköznapi jelenségeket hétköznapi lényegi létezésként értelmezik, amelyeknek azonban nincs legvégső értelemben vett létezése. Szillogikán keresztül érik el, hogy pozitív kijelentéseket tehessenek, ezáltal a beszédpartnerükkel közös tárgyuk lehet. Tehát a szvátantrikában is a jelenségek önmagukban nem léteznek, mégis rendelkeznek bizonyos érzékelhető létfunkcióval és tulajdonsággal, amelynek mentén a végső valóság elérhető.
Bhávavivéka volt a legelső személy, akivel összefüggésbe hozták a szvátantrika nézőpontot, amelyek a Nágárdzsunához fűzött szövegmagyarázatában és a Buddhapalita kritikájának szánt műben szerepelnek.
A szvátantrikák irányzatán belül is két vonulat jött létre: az egyik a független középkövető jógik (jógácsára-madhjamaka-szvátantrika), mint például Dzsnyánagarbha, Sántaraksita, Kamalasíla, Árjavimuktaszéna mesterek. A másik irányzat a független középkövető szútraértelmezők (szautrántika-madhjamaka-szvátantrika) tanítása.

### Jógácsára-Szvátantrika-Mádhjamaka
A jógácsára és a mádhjamaka szintézisét a nyolcadik századi Sántaraksita szerzetes és tudós dolgozta ki amely abban a korban valószínűleg általános tantárgyként szerepelt a Nálanda Egyetemen. A prászangikához hasonlóan a legvégső igazságot ebben az irányzatban is a praszanga módszerrel közelítik meg, ugyanakkor a konvencionális valóság értelmezésében inkább a jógácsára és a szvátantrika megközelítést részesítik előnyben.

## Koncepciók
A madhjamaka nyelv használatával teszi világossá, hogy a koncepciók használata behatárolt. Ez feszültséget okoz, mivel kénytelen koncepciókat használni, ahhoz, hogy a tanításait közvetítse.

### Szvabháva – az önvaló
A Múlamadhjamaka-káriká 15. fejezetében Nágárdzsuna a szvabháva (szubsztancia, önazonossági jellegzetesség; identitás; esszencia), parabháva (megkülönböztető jellegzetesség, a függőség ténye) bháva ('önnön természet vagy szubsztancia) és abháva (Nem lenni jelen; hiányozni) fogalmakkal foglalkozik.
A szvabháva legmegfelelőbb meghatározása a szubsztancialitás. A tapasztalható jelenségek egymástól nem függetlenek, függőségben keletkeztek és nem rendelkeznek semmiféle belső, önálló, örök és változatlan lényegiséggel. Semmi sem válik el élesen és minden folytonos változásban van (állandótlanság).

### Esszencializmus és a nihilizmus
A középút nézőpontja két szélsőséges nézőpont között helyezkedik el (az eternalizmus és a nihilizmus között).
Az eternalizmus (öröklét) vagy esszencializmus szerint a dolgoknak létezik önálló, belső lényegi tulajdonságuk, míg a nihilizmus (vagy annihilizmus) szerint a cselekedeteknek nincsenek következményei. Elméletileg a madhjamaka a két szélsőséges nézőpont közötti középutat jelenti.

### Két igazság
A madhjamakák az igazságnak két szintjét különböztetik meg: abszolút és relatív (empirikus). Ezen kitétel mellett lehet beszélni a létezésről. Abszolút értelemben nincsenek jelenségek, csak relatív értelemben.
Az empirikus igazság (szamvrti-szatja, kun-rdzob-tu bden pa) függ a nyelvhasználattól, a spekulatív gondolkodásmódtól, konvencióktól, a tapasztalatoktól. Ezzel szemben az abszolút igazság (paramártha-szatja, don dam-pa'i bden-pa) a gondolaton túl létezik, amelyet azonban csak az empirikus igazságon keresztül, negatív módon lehet megközelíteni. A módszer lényege, hogy meg kell szabadulni a fogalmaktól, a "valóság"-interpretációk korlátaitól. Ennek a valóságnak a természetét gondolati kategóriákkal nem lehet visszaadni, viszont racionális elemzéssel le lehet rombolni. A madhjamikák dialektikus analízisének fő célja, hogy megtisztítsa a nem-tudás által elhomályosított tudatot és legalább közvetve jelezze az (abszolút) Valóság természetét.